# Абадсалок
Абадсалок (мађ. Abádszalók) је град у Мађарској. Абадсалок је град у оквиру жупаније Јас-Нађкун-Солнок.
Основан је 1895. године спајањем Тисабада и Тисазалока, који се налазе у округу Јас-Нађкун-Солнок. Данас је важан град у туристичком региону језера Тиса и, после Тисафиреда, један од најразвијенијих туристичких центара Тиса.

## Географија

### Локација
Налази се у северозападном делу Нађкуншага, између Солнока и Тисафиреда – мада знатно ближе овом последњем – на левој обали средњег дела Тисе, поред језера Тисе.
Суседна насеља: Тисадерж са североистока, Тисасентимре и Томајмоноштор са истока, Кунмадараш са југоистока, Кунхеђеш са југа, Тисабура са запада и Кишкере и Тисанана са северозапада. (Последња два леже на другој обали Тисе). Са севера, најближе насеље је Шаруд [такође на другој обали Тисе], али се њихове административне области не додирују, из тог правца се граничи са ненасељеним рубним деловима села Ујлеринц Абадсалок.

## Историја
Насеље Абадсалок је настало 1896. године спајањем Тисабада и Тисасалока. Хроничар Анонимус помиње Абад као значајно тиско насеље као власништво печенског вође Тонузабе, а име Салок је турског порекла, настало од личног и породичног имена Залух (Салок) из времена освајања. Од 1271. године име села се често појављује у сведочанствима. Било је непрекидно насељено место до 1697. године, након чега је уништено и опустело, јер се 1703. године не помиње као село. Зна се да је живот на селу поново почео 1717. године. Пољопривреда је увек била главни фактор у животу сељана, јер географски и економски фактори нису погодовали развоју индустрије. Ласло Орчи је 1740. године населио 44 немачке индустријске породице у Салоку. Објашњава се да тамо и данас живе њихови потомци, а многи од њих настављају некадашњу професију својих очева. Ткање простирки и плетење корпи имало је велику традицију, сировине за ове делатности давао је слив реке Тисе. Уз помоћ Чипкехаза у Халашу, многе сељанке су научиле да праве чипку, а многе од њих и даље се баве прављењем чипке.
Изградња хидроелектране Кишкере, предате у рад 16. маја 1973. године, а касније и формирање језера Тиса значајно су променили живот и могућности насеља. 14 квадратних километара поплавне равнице језера од 127 квадратних километара, испресецане острвима и створене браном, налази се у близини Абадсалока. Насеље је сада популарно место за туристе који воле водене спортове, отворене су плаже и одржавани музички програми. Културни, ликовни и спортски програми серије манифестација „Абадсалоки самер“ већ дуги низ година пружају гостима и становницима садржајно слободно време. Више од 40 предузећа, ресторана, бифеа, угоститељских објеката, кампова, пансиона, пристаништа за чамце служе за туризам. Моторизована опрема за спортове на води такође се може користити у одређеном подручју у заливу Атила у Абадсалоку.
Године 2005. Абадсалок је добио титулу града.

## Становништво
Током пописа 2011. године, 85% становника се изјаснило као Мађари, 4,1% као Роми, а 1,1% као Немци (14,8% се није изјаснило). 
Верска дистрибуција је била следећа: римокатолици 27,9%, реформатори 26,1%, гркокатолици 0,2%, неденоминациони 23,5% (21,7% се није изјаснило).